# Cirilo Cánovas García
Cirilo Cánovas García (Requena, 9 de juliol de 1899 - Madrid, 25 de gener de 1973) va ser un enginyer i polític espanyol pertanyent a FET de las JONS (Falange Española), amb el qual va arribar a ser Ministre d'Agricultura d'Espanya durant el govern franquista entre els anys 1957 i 1965.
Enginyer Superior Agrònom, en concloure els seus estudis l'any 1933 ingressa en el Cos d'Enginyers Agrònoms de l'Estat sent destinat a València. En la Guerra Civil Espanyola és destinat en Santander. Després de la guerra, fa estudis fitopatològics als Estats Units, dirigint des de 1939 el Servei de Recuperació Agrària. En 1943 és destinat a l'Institut Nacional de Colonització, com a enginyer cap de Llevant, Balears i Canàries. En 1952 és nomenat director general al Ministeri d'Agricultura.
El dia 25 de febrer de 1957 Cirilo Cánovas va ser nomenat ministre d'Agricultura d'Espanya, càrrec que va ocupar fins a dia el 7 de juliol de l'any 1965. Durant el seu mandat com a ministre d'agricultura es van dictar la Llei de Forests i la Llei de Finques millorables, així mateix es va desenvolupar la concentració parcel·lària. Al seu cessament va ser nomenat President del Banc de Crèdit Agrícola.
L'any 1958 a Cirilo Cánovas se li va atorgar la Gran Creu d'Isabel la Catòlica pel seu gran pas i trajectòria política en el Govern d'Espanya.